# انخفاض قيمة العملة

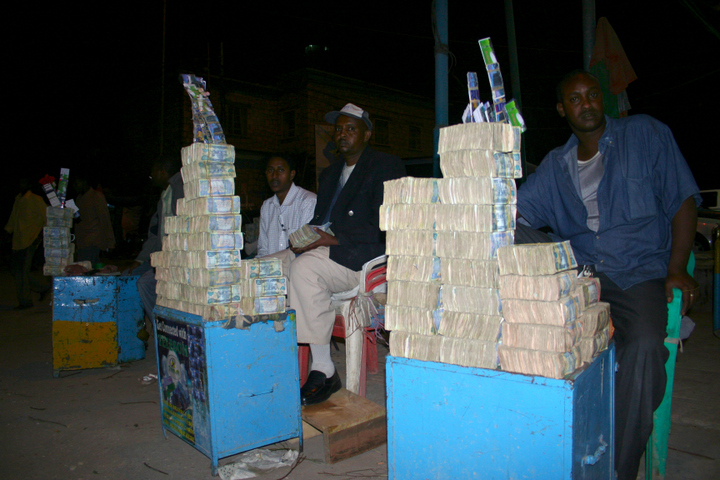
أكوام من العملات الورقية في أرض الصومال

انخفاض قيمة العملة يحدث عندما تعاني العملة من ارتفاع سعر الصرف بالنسبة لعملة أو مجموعة عملات مرجعية. يمكن حدوث انخفاض قيمة العملة بدون تدخل من جانب السلطات المالية (بسبب التطور «الطبيعي» لأسعار الصرف) أو أن تكون سياسة مالية تقررها الحكومة في ظل نظام سعر الصرف الثابت.
على العكس، يسمى ارتفاع قيمة العملة بإعادة التقييم.

## تدخل السلطات المالية
عندما يقع انخفاض على عملة ما في نظام سعر الصرف الثابت، قد لا تستطيع السلطات المالية المحددة لسعر الصرف الدفاع عنه على المدى المتوسط أو الطويل. تتعهد هذه السلطات في إطار نظام صرف ما بضمان تحويل العملة مقابل العملة المرجعية، وللقيام بذلك تمتلك احتياطي نقد أجنبي، لكن في حالة وجود طلب كبير على العملة الأجنبية (في حالة تحويل العملة المحلية مقابل عملة أجنبية)، لا يكفي الاحتياطي ويجب على البنك المركزي إيقاف عملية تحويل العملة والتخفيض من قيمتها.
تقوم السلطات المالية عادة بتخفيض قيمة العملة كخطوة وقائية احتسابا لاستعمال احتياطييها من النقد الأجنبي بالكامل.
التخفيض يتمثل في هذه الحالة في التعديل نقصانا في سعر صرف عملة بالنسبة لعملة مرجعية أخرى (أو مجموعة عملات، في حال كان سعر الصرف محددا بالنسبة للمعدل المرجح لمجموعة عملات أجنبية).
انخفاض قيمة العملة يمكن أن يكون وسيلة ضمن السياسة المالية من أجل تعزيز النمو الاقتصادي، بتنمية الصادرات وإعادة تعديل الميزان التجاري. مع ذلك، هذه السياسة ليست مجدية سوى على المدى القصير والمتوسط، لذلك يجب إعادة تعديلها من جديد ما لم يوجد حل للخلل الاقتصادي الأساسي وما لم تعد الثقة في هذه العملة.
عقب انخفاض قيمة العملة، يتبع الميزان التجاري عادة تدهورا في الأول ومن ثمة يتطور إيجابيا.